# 永井正勝
永井 正勝（ながい まさかつ、1970年 - ）は、エジプト語学者、人間文化研究機構 人間文化研究創発センター 特任教授。

## 来歴
1994年同志社大学文学部卒業、1997年慶應義塾大学大学院文学研究科史学専攻博士前期課程修了（修士［史学］）、2009年筑波大学大学院人文社会科学研究科博士課程文芸・言語専攻修了（博士［言語学］）。2010年筑波大学大学院人文社会科学研究科準研究員、2012年筑波大学人文社会系助教、2016年東京大学附属図書館特任研究員、2018年同特任准教授。2023年人間文化研究機構 人間文化研究創発センター特任教授。専門は、古代エジプト語、文字論、デジタルヒューマニティーズ。特にヒエラティック写本に関する研究を行っている。

## 論文
- 永井 正勝. 「パピルス・アボット」における完了sdm=f形の接尾表記について ―ボトムアップ型の言語記述を目指して―. 『実験音声学・言語学研究』. 2017. 9. 75-90.
- Nagai Masakatsu. On deciphering the 8th sign of the 65th line in The Tale of the Shipwrecked Sailor.一般言語学論叢. 2015. 18. 69-85.
- 永井 正勝. トリノ・エジプト博物館所蔵 Papyrus Turin Cat. 1885 の神官文字に関する覚え書き. 一般言語学論叢. 2014. 17. 153-169.
- 永井 正勝. 「モスクワ・パピルスNo.120」における接尾代名詞=wの表記とその環境. 一般言語学論叢. 2013. 16. 41-71.
- Nagai Masakatsu. Some Bibliographical and Graphemic Notes on the Egyptian Hieratic Papyrus BM 10682 in the British Museum. 文藝言語研究, 言語篇. 2012. 62. 53-74.
- Nagai Masakatsu. On Deciphering the Fifth Sign of Line 179 in The Tale of the Shipwrecked Sailor : Examining the Original Hieratic Papyrus. 文藝言語研究, 言語篇. 2011. 49-67.
- 永井 正勝. 大英博物館蔵の神官文字パピルス写本「BM 10682」に関する書誌学的及び文字素論的所見. 文藝言語研究, 言語篇. 2011. 107-125.
- 永井 正勝. 中エジプト語の進行相の否定文について:「否定辞nn＋主語＋前置詞ḥr＋不定詞」構文の再検討. オリエント. 2011. 53. 2. 34-54.
- 永井 正勝. 古代エジプトの神官文字資料における「改行」:「エルミタージュ・パピルス No. 1115」を事例として. オリエント. 2010. 53. 1. 161-166.